# 秋元一峰
秋元一峰（あきもと かずみね、1944年(昭和19年)10月24日 - ）は、日本の元海上自衛官である。最終階級は海将補。アメリカ海軍との連絡官、日米共同作戦計画立案担当、海上幕僚監部分析室長、防衛研究所主任研究官等を歴任。秋元海洋研究所代表。
- 海洋秩序維持と資源・環境保護のための安全保障協力「Ocean-Peace Keeping」を提唱している。

## 略歴
- 1944年:長野県で生まれる。
- 1967年:千葉工業大学卒業、海上自衛隊入隊。
- 2000年:海上自衛隊航空部隊、海上幕僚監部、統合幕僚会議事務局、防衛研究所勤務を経て退官。
  - 現在は海洋政策財団主任研究員を務める。